# Зодчие (скульптурная группа)
«Зодчие» — скульптурная группа за авторством Александра Таратынова, установленная в Александровском парке Санкт-Петербурга в 2011 году. Представляет собой композицию из фигур восьми знаковых для города архитекторов — Трезини, Росси, Монферрана, Тома де Томона, Растрелли, Воронихина, Баженова и Захарова.

## Описание композиции
Композиция является частью скульптурного комплекса, включающего в себя скульптурную группу «Мини-Петербург» и скульптуру апостола Петра (автор — Архитектурная Мастерская Трофимовых).
Архитекторы, представленные в композиции, жили в разное время, творили самостоятельно, но по замыслу Таратынова они объединены за одним общим столом, на котором расстелена карта города, где они сообща работают над ставшим уникальным образом Санкт-Петербурга.
Один из стульев у стола пуст, подразумевая, что для новых творцов облика северной столицы существуют вакантные места. Так как скульптурная композиция не отделена от посетителей, то любой человек может присесть на данный пустой стул.
Трое из восьми архитекторов (Воронихин, Баженов и Растрелли) стоят, в то время, как остальные пять сидят в разных позах.
Воронихин стоит, держа в руках свернутый свиток. В руках Растрелли тоже свиток архитектурного плана, но он развернут.
В правой руке у Трезини изначально находился циркуль, но данная деталь скульптуры не соответствовала антивандальным требованиям и сейчас циркуля в руках у архитектора нет. Получается, что его рука находится в неловком приподнятом положении.
Захаров, сидя, опирается правой рукой на трость.
Фигура Тома де Томона — единственная из восьми, кто сидит напротив остальных участников композиции. Остальные, включая Растрелли, стоящего вполоборота, обращены в одну сторону.
Немного странное ощущение создается тем, что ни один из архитекторов не смотрит друг на друга, их взгляды направлены куда-то в пустоту.

## Основные произведения архитекторов
- Доменико Трезини. Один из авторов Петропавловской крепости.
- Карл Иванович Росси — Сложно перечислить созданные им шедевры, во многом его стараниями город приобрел свой уникальный вид — это Главный штаб, улица Росси, многое другое.
- Огюст Монферран. Автор Исаакиевского собора, дело всей жизни архитектора.
- Жан-Франсуа Тома де Томон. Ему принадлежит оформление стрелки Васильевского острова.
- Бартоломео Растрелли. Один из самых известных архитекторов Петербурга. Построил Зимний дворец, Смольный монастырь и т. д.
- Андрей Никифорович Воронихин. Самое знаменитое его творение — Казанский собор.
- Василий Иванович Баженов. В основном работал в Москве, в Петербурге был причастен к раннему проекту Михайловского замка (архитектор Винченцо Бренна).
- Андреян Дмитриевич Захаров. Автор здания Адмиралтейства.

## Интересные факты

### Тома де Томон
Летом 2018 во многих новостных СМИ прошла новость, где сообщалось о том, что внимательные посетители данной скульптурной композиции обнаружили, что один из восьми архитекторов — на самом деле не архитектор, а известный химик.
Дело оказалось в том, что на самом деле не сохранилось изображений архитектора Тома де Томона, а когда Таратынов искал их в Интернете, то нашёл изображения другого известного человека, чьё имя оказалось созвучно имени архитектора (Thomas de Thomon). Этим человеком оказался шотландский химик 19-го века Томас Томсон (Thomas Thomson).
Таратынов заявил, что он готов исправить свою ошибку, если найдет оригинальное изображение архитектора.

### Баженов
Василий Баженов является известным московским зодчим, и его присутствие в группе знаковых для Санкт-Петербурга архитекторов довольно неожиданно. Достоверно известно только, что на ранних этапах он был всего лишь причастен к созданию проекта Михайловского замка, который впоследствии был значительно переработан Винченцо Бренна. Других работ архитектора в Санкт-Петербурге по крайней мере не сохранилось.
Ему до сих приписывается утраченный памятник Санкт-Петербурга, Старый Арсенал на Литейной улице (в XIX веке его занимал Окружной суд, сожжён в 1917 г., разобран в конце 1920-х годов); но, вероятнее всего, к нему зодчий не имеет никакого отношения.

### Пустой стул
С момента создания композиции, у неё начали появляться свои легенды. Так, считается, что тот, кто планирует какое-либо строительство, должен посидеть на пустом стуле, чтобы иметь успех.